# Kvintet Dori
Kvintet Dori je slovenska narodnozabavna zasedba, ki deluje od leta 1995. Imenujejo se po znanem župniku Izidorju Pečovniku – Doriju.

## Zasedba
Kvintet Dori sestavljajo trije bratje Razboršek – Boris, Primož in Marko, ter Anti Gubenšek in Boštjan Per, ki je sicer sin bolj znanega basista Janeza Pera, člana in vodje Alpskega kvinteta. Per je tako kot oče basist ansambla, Gubenšek kitarist, med brati Razboršek pa Primož igra klarinet, Boris harmoniko, Marko pa trobento.

## Delovanje
Kvintet Dori je s svojim delovanjem pričel leta 1995, ko so prvo zasedbo sestavili trije bratje Razboršek. Ker so dobili ponudbe za igranja na veselicah in drugih prireditvah, so poiskali basista in s tem ansamblu pridružili Boštjana Pera. Ime so si nadeli po znanem župniku Izidorju Pečovniku - Doriju, ki je tistega leta bil poslan na službovanje v Berlin. Prav ta župnik jih je povabil k igranju na prireditvi, kjer je zbiral denar za nove orgle in takrat so se spoznali z Antijem Gubenškom, ki se je pridružil kot peti član. Z Dorijem so odpotovali v Berlin in ker še niso imeli imena, so ga vprašali za dovoljenje za uporabo njegovega vzdevka, s čimer se je strinjal.
Od leta 1998 sodelujejo z Otom Pestnerjem, ki jim pomaga kot producent in avtor večine skladb. Z njim so leta 2009 posneli in izdali zgoščenko Skupaj po domače. Izšla je pri založbi Dallas.
Nekajkrat so se predstavili tudi na narodnozabavnih festivalih, kjer so prejeli kar nekaj nagrad, leta 2000 pa so zmagali na Slovenski polki in valčku v kategoriji polk s pesmijo Avto moj ne ve. Ta zmaga jim je pripomogla k večji prepoznavnosti. Istega leta so prišli tudi v finale južnotirolskega festivala v Asslarju v Nemčiji. V finalu, ki je nato potekalo v Meranu v Italiji, so osvojili četrto mesto. Trikrat so slavili na Večeru slovenskih viž v narečju v Škofji Loki, nagrajeni pa so bili tudi na Vurberku in v Števerjanu. V letu 2004 so se udeležili prireditve Slovenski slavček, ki je potekala v Domžalah, kjer so prejeli nagrado Zlati slavček. Leta 2011 so ponovno nastopali na Slovenski polki in valčku skupaj z Otom Pestnerjem in prejeli nagrado za najboljši kvintet.
Večkrat so organizirali lastno kulturno-glasbeno prireditev Dorijev večer. Med letoma 1999 in 2009 so jih priredili 12 v okviru Kulturnega društva Dori. Na njih so povabili številne goste. Koncerti so potekali v živo in se praviloma niso snemali z izjemo leta 2002, ko so ga priredili na Vranskem in jubilejnega 10. Dorijevega večera v Laškem. Ta koncerta je posnela RTV Slovenija in ju uvrstila v sklop svojih oddaj.
Za svoje uspehe so februarja 2011 prejeli Aškerčevo priznanje Občine Laško za najvišje dosežke na področju kulture.

## Uspehi
Kvintet Dori  je na festivalih narodnozabavne glasbe dosegel naslednje uspehe:
- 2000: Slovenska polka in valček - Najboljša polka: Avto moj ne ve.
- 2001: Festival Vurberk - Zlati zmaj.
- 2001: Festival Števerjan - Nagrada občinstva.
- 2006: Večer slovenskih viž v narečju - Nagrada za najboljši nastop v celoti.
- 2009: Večer slovenskih viž v narečju - Nagrada za najboljši nastop v celoti.
- 2010: Večer slovenskih viž v narečju - Nagrada za najboljši nastop v celoti.
- 2011: Slovenska polka in valček - Nagrada za najboljši kvintet.

## Diskografija
Kvintet Dori je v času delovanja izdal 8 zgoščenk in dokumentarni film. Nekatere med njimi:
1. Dori naše je ime (1999)
2. Naša družina (2000)
3. Slovenija med zvezdami (2002)
4. Slovenske narodne (2003) - z Mojco Bedenik
5. Verjemi in zaupaj (2004)
6. Skupaj po domače (2009) - z Otom Pestnerjem
7. Moj rojstni kraj (2015)

Izšli sta tudi dve kompilaciji:
1. Izbrane melodije – 10 let (2005)
2. Izbrane melodije II (2015)

## Največje uspešnice
Kvintet Dori je najbolj poznan po naslednjih skladbah:
- Avto moj ne ve
- Cvetje v poletju
- Kdo oral bo polje moje
- Verjemi in zaupaj
- Zato sem muzikant